# Currie Cup First Division 2005
La Currie Cup First Division de 2005 fue la sexta edición de la segunda división del rugby provincial de Sudáfrica.
El campeón fue el equipo de Pumas quienes obtuvieron su primer campeonato.

## Clasificación

### Sección X
| Pos. | Equipo           | Encuentros | Encuentros | Encuentros | Encuentros | Tantos | Tantos | Tantos | PB | PB | Puntos |
| Pos. | Equipo           | PJ         | PG         | PE         | PP         | F      | C      | Dif    | BO | BD | Puntos |
| ---- | ---------------- | ---------- | ---------- | ---------- | ---------- | ------ | ------ | ------ | -- | -- | ------ |
| 1.º  | Falcons          | 6          | 5          | 0          | 1          | 190    | 161    | +29    | 2  | 0  | 22     |
| 2.º  | Mighty Elephants | 6          | 3          | 0          | 3          | 187    | 180    | +7     | 3  | 1  | 16     |
| 3.º  | SWD Eagles       | 6          | 3          | 0          | 3          | 193    | 241    | –48    | 2  | 1  | 15     |

|  | Semifinalistas. |

### Sección Y
| Pos. | Equipo          | Encuentros | Encuentros | Encuentros | Encuentros | Tantos | Tantos | Tantos | PB | PB | Puntos |
| Pos. | Equipo          | PJ         | PG         | PE         | PP         | F      | C      | Dif    | BO | BD | Puntos |
| ---- | --------------- | ---------- | ---------- | ---------- | ---------- | ------ | ------ | ------ | -- | -- | ------ |
| 1.º  | Pumas           | 6          | 4          | 0          | 2          | 185    | 159    | +26    | 3  | 2  | 21     |
| 2.º  | Griffons        | 6          | 3          | 0          | 3          | 227    | 206    | +21    | 4  | 1  | 17     |
| 3.º  | Border Bulldogs | 6          | 0          | 0          | 6          | 170    | 205    | –35    | 3  | 4  | 7      |

### Semifinales
| 30 de septiembre | Pumas | 40 - 27 | Griffons |  |  |

| 1 de octubre | Falcons | 35 - 31 | Mighty Elephants |  |  |

### Final
| 14 de octubre | Falcons | 16 - 25 | Pumas | Bosman Stadium, Brakpan |  |

| Bandera de Sudáfrica |
| Campeón Pumas        |
| Primer título        |